# 山莊圖
《山莊圖》為北宋文人畫家李公麟（1049年－1106年）所繪的代表性山水畫作品之一。本幅為水墨紙本，無作者款識，舊傳為李公麟《山莊圖卷》。畫中描繪其自號「龍眠居士」之寓所——龍眠山莊的自然景觀與文士活動，是宋代山水白描畫的典範之作。

## 作品內容
全卷以墨線勾勒景物，佐以渲染皴擦，描繪山巒層疊、樹石清奇、屋舍錯落、人物細膩，並以小楷標注山莊中各處景名，包括：發真口、薌茅館、瓔珞巖、棲雲室、秘全庵、延華洞、雨華巖、泠泠谷、玉龍峽、觀音巖、垂雲片、古柳（其大十圍，在建德館南三百步）、寶華巖等。
卷中景緻寫實，泉石草木皆有標識，人物活動則包括觀瀑、品茗、濯足、書畫品鑑等，展現北宋文人山居生活之風貌與閒適。

## 創作背景
《山莊圖》描繪的是李公麟於元豐四年（1077年）所購山築室的龍眠山莊風貌。李公麟於元符三年（1100年）罷官致仕，回歸龍眠山，終老於此。當時蘇軾曾讚此圖：「見山中泉石草木，不問而知其名。」
其弟蘇轍亦作《題李公麟山莊圖》詩二十首，詩中詳載山莊二十景名稱與意象，與本卷圖中標識略有出入，但整體可互為參照，以構織龍眠山莊之全貌。

## 藝術特色
此圖構圖嚴謹、筆墨清逸，屬典型的文人畫風。以白描技法刻畫山水景物，並融入幾何化的圖案設計，體現李公麟在造景上的創意與書畫融合的藝術追求。畫中多件茶器如提梁風爐、都籃、茶盞、茶托，亦具宋代實用器物的形制價值，為宋代野外點茶文化之具象反映。

## 李公麟簡介
李公麟（1049年－1106年），字伯時，號龍眠居士，安徽舒州（今安徽舒城）人。北宋進士，官至朝奉郎。其人博學善識，擅長人物、山水、馬、佛道諸畫，兼工書法與詩文。其人物畫重視性格刻畫，使觀者「望而知其人」。李氏仕宦三十年，未曾一日忘懷山林，常以畫筆寄情自然。其畫風清逸脫俗，與唐代王維《輞川圖》相應，體現文人畫「詩畫合一」之理念，後世評價其畫「可與輞川圖對」。

## 傳世與摹本
李公麟原作多已佚失，《山莊圖》亦可能為後人臨摹之本。惟其藝術價值與文化意涵，仍為研究宋代文人畫與山居文化之重要資料。

## 另見
- 李公麟
- 國立故宮博物院古物列表